# Шиксатдаров, Ильдар Гаярович
Ильдар Гаярович Шиксатдаров (род. 11 июля 1994, Москва) — российский хоккеист, нападающий.

## Биография
Родился в московском микрорайоне Марьино, где и начал заниматься хоккеем в детской школе. Затем играл в школе «Вымпела», в «Спартаке», с 10 лет — в ЦСКА. В сезонах 2011/12 — 2013/14 играл в команде «Красная армия» двукратный серебряный призёр МХЛ. Играть за фарм-клуб «Буран» Воронеж в ВХЛ Шиксатдаров не захотел и в конце декабря 2014 года был обменян в «Нефтехимик» Нижнекамск. До конца сезона провёл шесть матчей за «Нефтяник» Альметьевск в ВХЛ, 14 — за «Реактор» в МХЛ и 24 февраля в домашней игре с «Ак Барсом» (0:6) дебютировал в КХЛ. Сезон 2015/16 провёл в клубе-партнёре «Нефтехимика» «Кристалле» Саратов в ВХЛ. Пять следующих сезонов провёл в «Нефтехимике», также играл в ВХЛ за «Ариаду-НХ» Волжск (2016/17) и ЦСК ВВС Самара (2018/19). 23 августа 2021 года был обменян в «Северсталь». Провёл четыре матча, 20 сентября был помещён клубом в список отказов, а 23 сентября расторг контракт по соглашению сторон. 11 октября перешёл в «Витязь», подписав пробный контракт. 15 февраля 2022 года расторг контракт по обоюдному согласию сторон и закончил сезон в словацком клубе «Липтовски-Микулаш». Летом 2022 года подписал соглашение с клубом ВХЛ «Югра» Ханты-Мансийск. 2 мая 2023 года подписал однолетний контракт с клубом КХЛ «Сочи». 28 декабря 2023 расторг контракт по соглашению сторон и вскоре вернулся в «Югру». 22 мая 2024 года перешёл в АКМ. 29 ноября 2024 года расторг контракт с АКМ и перешёл в «Нефтяник» Альметьевск.